# Chaînon de la Reine-Elizabeth
Le chaînon de la Reine-Elizabeth est un massif de montagnes qui culmine au mont Markham, à 4 351 m d'altitude, dans la chaîne Transantarctique.

## Géographie

### Topographie
Ce massif se situe dans la chaîne Transantarctique centrale, au même titre que la chaîne Churchill et le chaînon de la Reine-Alexandra, entre les glaciers Nimrod et Law et entre la plateforme de glace de Ross et le plateau Antarctique ; ils sont également traversés par le glacier Marsh.

### Principaux sommets
Les principaux sommets du massif sont les suivants :
- mont Markham, 4 351 m ;
- mont Miller, 4 160 m ;
- mont Korsch, 4 000 m ;
- mont Lysaght, 3 757 m ;
- mont Lecointe, 3 620 m ;
- mont Bonaparte, 3 430 m ;
- mont Lloyd, 3 210 m ;
- mont Cara, 3 145 m ;
- mont Hawea, 3 080 m ;
- mont Dougherty, 2 790 m.

## Histoire
Ce massif de montagnes a été nommé par J.H. Miller de l'expédition néo-zélandaise Fuchs-Hillary (1956-1958) qui a exploré la zone avec G.W. Marsh, en l'honneur de la reine Élisabeth II.